# Praxis aterrima
Praxis aterrima är en fjärilsart som beskrevs av Walker 1856. Praxis aterrima ingår i släktet Praxis och familjen nattflyn. Inga underarter finns listade i Catalogue of Life.